# Pygostrangalia klapperichi
Pygostrangalia klapperichi là một loài bọ cánh cứng trong họ Cerambycidae.